# Alessandro Teodoro Trivulzio
Alessandro Teodoro Trivulzio, III marchese di Sesto Ulteriano (Milano, 21 settembre 1694 – Milano, 17 novembre 1763), è stato un nobile, politico, intellettuale, collezionista, bibliofilo e mecenate italiano.

## Biografia
Alessandro Teodoro Trivulzio nacque a Milano 21 settembre 1694, figlio di Giorgio Teodoro, II marchese di Sesto Ulteriano, e di sua moglie, la contessa Elena Arese.
Dopo la morte di suo padre, gli succedette nel titolo di marchese di Sesto Ulteriano e nei suoi incarichi civili: dal 1718 al 1753 fu decurione della città di Milano, membro dei XII di Provvisione nel 1723 e nel 1739 e giudice delle strade nel 1732. Nel 1735 divenne conservatore degli ordini del ducato di Milano.
Fu personalità di grande spessore intellettuale nella Milano della sua epoca, divenendo uno dei fondatori della Società Palatina. Fu lui ad acquistare una serie di preziosi codici dalla biblioteca della Fabbrica del Duomo, tra cui diversi testi rari provenienti dalle collezioni personali di illustri umanisti del XV secolo. Assieme al fratello abate Carlo, acquistò il codice di Leonardo da Vinci oggi noto come Codice Trivulziano per aggiungerlo alla propria collezione. Da questo primo insieme di manoscritti nacque quella che poi divenne nota come Biblioteca Trivulziana, oggi conservata al Castello Sforzesco. Fu anche in contatto col letterato toscano Anton Francesco Gori.
Morì a Milano nel 1763.

## Matrimonio e figli
Alessandro Teodoro Trivulzio sposò il 9 marzo 1726 a Milano la contessa Margherita Pertusati (1701-1780), figlia di Carlo Pertusati, conte di Castelferro, e di sua moglie Lucrezia Gaffurri. La coppia ebbe i seguenti figli:
- Elena (1726-1803), sposò il 10 ottobre 1746 a Milano il nobile Carlo Maria Recalcati, marchese di Basiano (1695-1762)
- Giorgio Teodoro, IV marchese di Sesto Ulteriano (1728-1802), sposò il 2 febbraio 1766 a Milano la contessa Maria Cristina Cicogna Mozzoni (1750-1808)
- Giacomo (1729-1805), sposò Marianna Cuttica (1723-1783); in seconde nozze, il 14 agosto 1784, sposò Maddalena Rossi (1742-1816)
- Paola (1730-1820), sposò il 6 ottobre 1761 a Milano il conte Francesco Opizzoni (1731-1805)
- Gerolamo (1731-1807)
- Maria Gabriella (1732-1801), sposò il 2 luglio 1766 a Milano il nobile Giacomo Locatelli (1714-1789)
- Teresa Maria Anna (1733-1805), sposò il 4 luglio 1762 a Milano il nobile Diego Lorenzo Salazar, conte di Romanengo (1708-1798)
- Laura Domigella (1736-1818), sposò il 31 ottobre 1755 a Milano il marchese Ludovico Mazenta (1723-1762)
- Brigida (1737-1814), sposò il 10 ottobre 1767 a Milano il nobile Ferdinando Bolognini Attendolo, conte di Sant'Angelo Lodigiano (1728-1773)
- Anna (1740-1820)

## Ascendenza
|                                                               |                                        |                                                     | Genitori                                             |  |  | Nonni |  |  | Bisnonni                  |  |  | Trisnonni                  |  |
|                                                               |                                        |                                                     |                                                      |  |  |       |  |  | Giorgio Teodoro Trivulzio |  |  | Paolo Alessandro Trivulzio |  |
|                                                               |                                        |                                                     |                                                      |  |  |       |  |  | Giorgio Teodoro Trivulzio |  |  | Paolo Alessandro Trivulzio |  |
|                                                               |                                        | ?                                                   |                                                      |  |  |       |  |  | Giorgio Teodoro Trivulzio |  |  |                            |  |
| Alessandro Teodoro Trivulzio, I marchese di Sesto Ulteriano   |                                        |                                                     |                                                      |  |  |       |  |  | Giorgio Teodoro Trivulzio |  |  |                            |  |
|                                                               |                                        | Gabriella de' Lazzari                               | Michelangelo de' Lazzari                             |  |  |       |  |  |                           |  |  |                            |  |
|                                                               |                                        | Gabriella de' Lazzari                               | Michelangelo de' Lazzari                             |  |  |       |  |  |                           |  |  |                            |  |
|                                                               |                                        | Gabriella de' Lazzari                               | ?                                                    |  |  |       |  |  |                           |  |  |                            |  |
| Giorgio Teodoro Trivulzio, II marchese di Sesto Ulteriano     |                                        | Gabriella de' Lazzari                               |                                                      |  |  |       |  |  |                           |  |  |                            |  |
|                                                               |                                        | Alessandro Secco d'Aragona, II marchese di Fornovo  | Soncino Maria Secco d'Aragona, I marchese di Fornovo |  |  |       |  |  |                           |  |  |                            |  |
|                                                               |                                        | Alessandro Secco d'Aragona, II marchese di Fornovo  | Soncino Maria Secco d'Aragona, I marchese di Fornovo |  |  |       |  |  |                           |  |  |                            |  |
|                                                               |                                        | Alessandro Secco d'Aragona, II marchese di Fornovo  | Brigida Prata                                        |  |  |       |  |  |                           |  |  |                            |  |
| Brigida Maria Secco d'Aragona                                 |                                        | Alessandro Secco d'Aragona, II marchese di Fornovo  |                                                      |  |  |       |  |  |                           |  |  |                            |  |
|                                                               |                                        | Eleonora de Cordova                                 | Giovanni de Cordova                                  |  |  |       |  |  |                           |  |  |                            |  |
|                                                               |                                        | Eleonora de Cordova                                 | Giovanni de Cordova                                  |  |  |       |  |  |                           |  |  |                            |  |
|                                                               |                                        | Eleonora de Cordova                                 | Sabine Bouton                                        |  |  |       |  |  |                           |  |  |                            |  |
| Alessandro Teodoro Trivulzio, III marchese di Sesto Ulteriano |                                        | Eleonora de Cordova                                 |                                                      |  |  |       |  |  |                           |  |  |                            |  |
|                                                               | Benedetto Arese, I conte di Barlassina | Marco Maria Arese, consignore della Pieve di Seveso |                                                      |  |  |       |  |  |                           |  |  |                            |  |
|                                                               | Benedetto Arese, I conte di Barlassina | Marco Maria Arese, consignore della Pieve di Seveso |                                                      |  |  |       |  |  |                           |  |  |                            |  |
|                                                               | Benedetto Arese, I conte di Barlassina | Elena Rabbia                                        |                                                      |  |  |       |  |  |                           |  |  |                            |  |
| Marco Arese, II conte di Barlassina                           | Benedetto Arese, I conte di Barlassina |                                                     |                                                      |  |  |       |  |  |                           |  |  |                            |  |
|                                                               |                                        | Anna Maria Carcano                                  | Cristoforo Carcano, signore di Vertemate             |  |  |       |  |  |                           |  |  |                            |  |
|                                                               |                                        | Anna Maria Carcano                                  | Cristoforo Carcano, signore di Vertemate             |  |  |       |  |  |                           |  |  |                            |  |
|                                                               |                                        | Anna Maria Carcano                                  | Daria Moneta                                         |  |  |       |  |  |                           |  |  |                            |  |
| Elena Arese                                                   |                                        | Anna Maria Carcano                                  |                                                      |  |  |       |  |  |                           |  |  |                            |  |
|                                                               |                                        | Camillo Castelli, marchese di Parabiago             | Francesco Castelli                                   |  |  |       |  |  |                           |  |  |                            |  |
|                                                               |                                        | Camillo Castelli, marchese di Parabiago             | Francesco Castelli                                   |  |  |       |  |  |                           |  |  |                            |  |
|                                                               |                                        | Camillo Castelli, marchese di Parabiago             | Anna Crotti                                          |  |  |       |  |  |                           |  |  |                            |  |
| Regina Castelli                                               |                                        | Camillo Castelli, marchese di Parabiago             |                                                      |  |  |       |  |  |                           |  |  |                            |  |
|                                                               |                                        | Maddalena Crassi                                    | Alessandro Crassi                                    |  |  |       |  |  |                           |  |  |                            |  |
|                                                               |                                        | Maddalena Crassi                                    | Alessandro Crassi                                    |  |  |       |  |  |                           |  |  |                            |  |
|                                                               |                                        | Maddalena Crassi                                    | Regina Piatti                                        |  |  |       |  |  |                           |  |  |                            |  |
|                                                               |                                        | Maddalena Crassi                                    |                                                      |  |  |       |  |  |                           |  |  |                            |  |